# Moi Nojoom, 10 ans, divorcée
Pour plus de détails, voir Fiche technique et Distribution.
Moi Nojoom, 10 ans, divorcée (أنا نجوم بنت العاشرة ومطلقة, Ana Nojoom bent alasherah wamotalagah) est un film yéménite réalisé par Khadija al-Salami, sorti en 2014.

## Synopsis
Nojoom, 10 ans, est mariée de force à un homme après le scandale public provoqué par le viol de sa sœur. Elle parvient à s'enfuir de la maison de l'homme qui la retient, à rejoindre un tribunal et à rencontrer un juge.

## Fiche technique
- Titre : Moi Nojoom, 10 ans, divorcée
- Titre original : أنا نجوم بنت العاشرة ومطلقة (Ana Nojoom bent alasherah wamotalagah)
- Réalisation : Khadija al-Salami
- Scénario : Fuad al-Qrize et Khadija al-Salami d'après le livre Moi, Nojoud, 10 ans, divorcée de Nojoud Ali
- Musique : Thierry David
- Photographie : Victor Credi
- Montage : Alexis Lardilleux
- Production : Khadija al-Salami et Sheikha Prohaska-Alatas
- Société de production : Benji Films et Hoopoe Film
- Pays :  Yémen,  France,  Émirats arabes unis,  États-Unis,  Suède et  Jordanie
- Genre : drame
- Durée : 96 minutes
- Dates de sortie : 
  -  Émirats arabes unis : 2014 (festival international du film de Dubaï)

## Distribution
- Reham Mohammed : Nojoom à 10 ans
- Sawadi Alkainaie : le mari
- Adnan Alkhader : le juge
- Rana Mohammed : Nojoom à 5 ans

## Distinctions
Le film a reçu le prix Muhr au festival international du film de Dubaï. Il a été soumis par le Yémen à la 89e cérémonie des Oscars pour le meilleur film en langue étrangère, mais n'a pas été nommé.